# Landrévarzec
Landrévarzec är en kommun i departementet Finistère i regionen Bretagne i västra Frankrike. Kommunen ligger i kantonen Briec som tillhör arrondissementet Quimper. År 2022 hade Landrévarzec 1 874 invånare.

## Befolkningsutveckling
Antalet invånare i kommunen Landrévarzec
Referens:INSEE